# Oscilação interdecadal do Pacífico
A Oscilação Interdecadal do Pacífico (OIP) é um fenômeno oceanográfico / meteorológico semelhante à Oscilação Decadal do Pacífico (ODP), mas ocorre em uma área mais ampla do Pacífico. Enquanto a ODP ocorre em latitudes médias do Oceano Pacífico no hemisfério norte, a OIP se estende do hemisfério sul para o hemisfério norte.

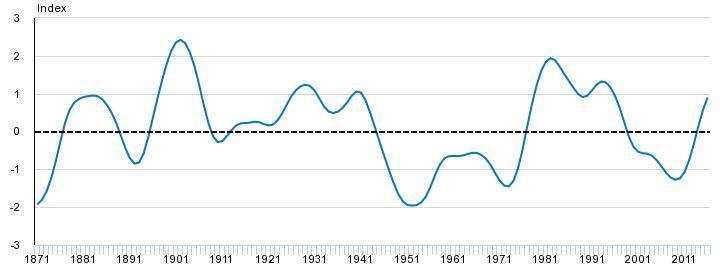
A média anual é calculada pela média dos valores médios trimestrais do IPO para cada ano (Met Office, Hadley Centre for Climate Change, 2016). As fases positivas são representadas por números de índice positivos; números negativos representam fases negativas.

O período de oscilação é de aproximadamente 15 a 30 anos, estando diretamente relacionado a força e a freqüência do El Niño e La Niña.
As fases positivas do OIP são caracterizadas por um Pacífico tropical mais quente que a média e mais frio que a média do Pacífico Norte.
As fases negativas são caracterizadas por uma inversão desse padrão, com trópicos frios e regiões quentes do norte.
O OIP é uma das três oscilações climáticas que afetam nosso clima. Essas mudanças influenciam na pressão do ar, temperatura do mar e direção do vento, o que podem durar de semanas a décadas, dependendo da oscilação.

## Histórico
O OIP teve fases positivas (sudeste tropical Pacífico quente) de 1922 a 1946 e 1978 a 1998, e uma fase negativa entre 1947 e 1976.

## Atualmente
Atualmente no século XXI, o OIP esteve em uma fase positiva durante 2014–16 e uma fase negativa durante 1999–2013 .